# Добронька
Добронька (рос. Добронка, Дубровка) — річка в Україні, у Дубенському районі Рівненської області. Ліва притока Замишівки, (басейн Прип'яті).

## Опис
Довжина річки приблизно 4 км, найкоротша відстань між витоком і гирлом — 3,61  км, коефіцієнт звивистості річки — 1,11 . Частково каналізована.

## Розташування
Бере початок на північно-західній стороні від села Майдан у сосновому лісі. Тече переважно на північний захід і на південно-східній стороні від села Грядки впадає у річку Замишівку, праву притоку Тартачки.

## Цікавий факт
- У пригирловій частині річку перетинає нафтопровід Дружба[1].